# Fryderyk Klimke
Fryderyk Klimke (niem. Friedrich Klimke, ur. 8 czerwca 1878 w Golejowie, zm. 9 stycznia 1924 w Rzymie) – polsko-niemiecki filozof i teolog, zaliczany do szkoły neotomistycznej.

## Życiorys
Wstąpił w roku 1897 do zakonu OO. Jezuitów i rozpoczął studia filozoficzne w Nowym Sączu, które kontynuował na Wydziale Teologicznym jezuickiej uczelni w Valkenburg aan de Geul w Holandii. 
Następnie studiował teologię na Uniwersytecie Jagiellońskim, gdzie językami wykładowymi były polski i niemiecki. Swoje prace publikował w obydwu językach, a także po łacinie. 
Po ukończeniu studiów w ciągu trzech lat uczył w Zakładzie Naukowo-Wychowawczym Ojców Jezuitów w Chyrowie.
Po wyświęceniu na księdza 1911 kontynuował studia filozoficzne w Krakowie, tam został powołany na profesora filozofii. W roku 1918 został powołany na profesora nadzwyczajnego filozofii chrześcijańskiej na uniwersytecie w Innsbrucku. Od roku 1920 wykładał historię filozofii na Papieskim Uniwersytecie Gregoriańskim w Rzymie.

## Dzieła (wybór)
- Theorie des psychophysischen Parallelismus. 1906. Pierwotnie opublikowane w języku polskim
- Zeitgenössische Weltanschauungen. 1907. Pierwotnie opublikowane w języku polskim
- Der deutsche Materialismusstreit im neunzehnten Jahrhundert und seine Bedeutung für die Philosophie der Gegenwart. Verlag Breer & Thiemann. Hamm Westfalen 1907..
- Agnostizismus. 1908. Pierwotnie opublikowane w języku polskim
- Der Mensch. Darstellung und Kritik des anthropologischen Problems in der Philosophie Wilhelm Wundts. Verlag Styria. Graz (Österreich) 1908
- Pragmatismus und Modernismus. 1909. Pierwotnie opublikowane w języku polskim
- Darwin und sein Werk. 1910. Pierwotnie opublikowane w języku polskim
- Die Hauptprobleme der Weltanschauung. Verlag Kösel. Kempten 1910. Ukazało się do roku 1924 w pięciu wydaniach.
- Der Monismus und seine philosophischen Grundlagen. Verlag Herder. Freiburg Breisgau 1911. Ukazało się do roku 1919 w czterech wydaniach
- Monistische Einheitsbestrebungen und katholische Weltanschauung. 1912.
- Monismus und Pädagogik. Verlag Natur und Kultur Dr. Franz Josef Völler. München 1918
- Institutiones Historiae Philosophiae. 2 tomy. Rzym 1923.

### W języku polskim (wybór)
- Fryderyk Klimke: Teorya parallelizmu psychofizycznego, Kraków : "Przegląd Powszechny", 1906
- Fryderyk Klimke: Spółczesne światopoglądy, Kraków : "Przegląd Powszechny", 1907
- Fryderyk Klimke: Agnostycyzm 1908
- Fryderyk Klimke: Pragmatyzm i modernyzm 1909
- Fryderyk Klimke: Darwin i jego dzieło 1910
- Fryderyk Klimke: Historja filozofji, z oryg. łac. przeł. Franciszek Zbroja. Kraków : Wyd. Ks. Jezuitów, 1930
- Fryderyk Klimke: Istota i zadanie światopoglądu, Lwów : "Lwowska Biblioteczka Pedagogiczna", 1938